# Anna Pernice
Anna Pernice (Napoli, 20 ottobre 1980) è un'ex cestista italiana.

## Carriera
Dopo aver trascorso le giovanili con la squadra della sua città natale, il Napoli Basket Vomero esordisce con la stessa società in prima squadra quando è ancora giovanissima (a 16 anni nel 1996 in serie B d’Eccellenza) e dal 1997 al 2000 disputa tre stagioni in serie A2 con la stessa squadra.
Dal 2000 al 2002 gioca a Bolzano (entrambi i campionati in serie A2), per poi fare ritorno in Campania al Napoli (serie A2) e successivamente andare in Calabria il Rende (A2).
Nel 2004 si trasferisce in Sardegna dove gioca due stagioni in serie A1 con Alghero.
Poi è la volta di Pontedera in serie A2 nel 2006.
Nel 2007-08 ritorna ad Alghero dove affronta il campionato di serie A2.
Nel 2008 scende di categoria andando alla Starlight Valmadrera in Lombardia.
Per la stagione 2010-11 ritorna in serie A1 con Napoli.
Durante l'estate del 2011 va in Liguria dove viene ingaggiata dalla Cestistica Savonese che affronta il campionato di serie B d'Eccellenza dove milita tuttora.

## Palmarès
- Coppa Italia di serie A2: 2
Napoli 2002, 2003